# فرحان صالح
فرحان صالح (عربی: فرحان صالح؛ زادهٔ ۱۱ سپتامبر ۱۹۴۷) نویسنده و محقق اهل لبنان است.
به عنوان مدیر در کتابخانه دار تالیاء در حواس طارق الجدیده در نزدیکی دانشگاه عربی بیروت فعالیت داشته‌است.